# كلارك آدامز
كلارك آدامز (بالإنجليزية: Clark Adams)‏ هو كاتب أمريكي، ولد في 23 يوليو 1969 في لويفيل في الولايات المتحدة، وتوفي في 21 مايو 2007.